# ラ・フェルテ＝ボアルネ
ラ・フェルテ＝ボアルネ（La Ferté-Beauharnais）は、フランス、サントル＝ヴァル・ド・ロワール地域圏、ロワール＝エ＝シェール県のコミューン。

## 地理
ラ・フェルテ＝ボアルネは、ブーヴロン川沿いに位置する。ヌング＝シュル＝ブーヴロンとロモランタン＝ラントネーの間を走る県道922号線と923号線が交差する地点にあたる。

## 歴史

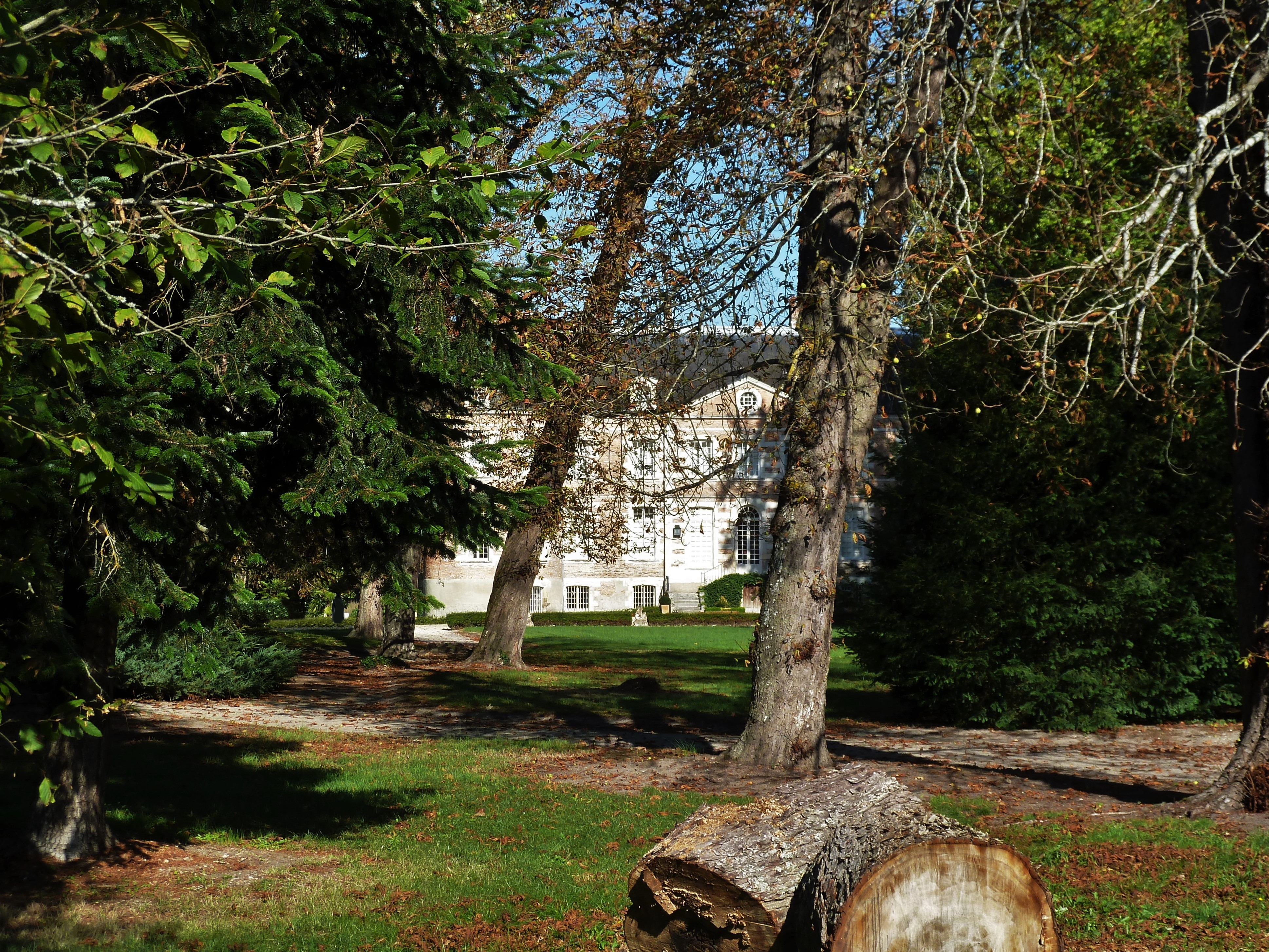
ボアルネのシャトー

古代に村があったことを証明するものは何もないが、伝統的に『下の道』と呼ばれてきたローマ街道が、ヌング＝シュル＝ブーヴロンからラ・フェルテの城の近く、Noviodunum Biturigumのオッピドゥムを通過していた。
村はおそらく、11世紀にあった修道院を一掃して生まれたのだろう。大助祭エルヴェが1033年に参事会教会を創設した。サン・バルテルミ教会は1149年に創設され、12世紀半ばに破壊されたのち、1524年に再建された。教会のポーチには、数世紀にわたって巡礼者が残した十字架が刻まれている。墓地には、マクマオン家（パトリス・ド・マクマオンの先祖）の墓もある。
現在、中世の城の遺跡はほんのわずかしか残っていない。一部の石が周辺の住宅の建設資材に使われたからである。伝説によると、城に残されていた、壁に囲まれた地下は、教会やいまだ村に残る数軒の住宅の資材となったという。1429年には軍隊を率いたジャンヌ・ダルクが村を通過している。
1752年、中世の城を破壊したのはフランソワ・ド・ボアルネ（fr）だとみられる。彼はリーワード・アンティル諸島総督および侯爵であった。彼によって1764年、それまでラ・フェルテ＝アヴラン（La Ferté-Avrain）と呼ばれていた村は、フランソワの爵位名に合わせてラ・フェルテ＝ボアルネと改名した。彼は隣に古典様式の邸宅（シャトー）を建てた。2つの新旧の城がしばらく共存した可能性がある。フランソワの息子で、元ライン軍司令官アレクサンドル・ド・ボアルネ（fr）は、のちにフランス皇后となるジョゼフィーヌ・ド・ボアルネの最初の夫である。彼はコミューンの首長となったが、フランス革命後の恐怖政治時代にギロチンで処刑された。アレクサンドルとジョゼフィーヌの息子ウジェーヌは、父の領地を管理して美しくした。城は、帝政末期とウジェーヌの国外亡命後も、管理人が管理していた。1821年から、最後の入居者によってシャトーが荒らされていった。1824年にウジェーヌが死去すると、ラ・サール夫人に売却された。アレクサンドル・ド・ボアルネの孫息子である、シャルル・ルイ＝ナポレオン・ボナパルト（のちのナポレオン3世）は、1852年に村を訪問している。彼は、現在も役場として使われている建物と、2つの学校を建設した。

## 人口統計
| 1962年 | 1968年 | 1975年 | 1982年 | 1990年 | 1999年 | 2004年 | 2015年 |
| ------ | ------ | ------ | ------ | ------ | ------ | ------ | ------ |
| 468    | 454    | 392    | 400    | 442    | 463    | 510    | 512    |

参照元:1962年から1999年までは複数コミューンに住所登録をする者の重複分を除いたもの。それ以降は当該コミューンの人口統計によるもの。1999年までEHESS/Cassini、2006年以降INSEE。